# 巴格達蒂市鎮
巴格達蒂市鎮，是格魯吉亞中部伊梅雷蒂大区的市镇，行政中心为巴格達蒂。市镇面積为815平方公里，2014年人口数量为21,582人，人口密度每平方公里26,5人。